# L'Ermitage
Pour les articles homonymes, voir Ermitage.
L'Ermitage est une revue littéraire française fondée à Paris par Henri Mazel en avril 1890 et qui disparut en janvier 1907.

## Histoire de la revue
Le premier numéro de L'Ermitage, revue mensuelle de littérature sort des presses en avril 1890 sous la direction du Nîmois Henri Mazel, qui, aidé de son frère, fédère autour de lui un groupe de jeunes étudiants, amateurs de théâtre et tous originaires de province. Ils formèrent à l'origine une troupe appelée « Le Joyeux Lussac-Club » qui se réunissait dans le Quartier latin. Par la suite, ils trouvèrent à se rassembler dans la salle de l'Ermitage, située au 29 rue Jussieu : c'est là qu'ils eurent l'idée de fonder une revue éponyme, avec comme intention première de publier leurs créations dramaturgiques. Tous ces jeunes gens prirent des surnoms dérivés du mot « ermite ».
Cette revue va connaître au moins trois grandes phases dans son évolution, et totalise 200 livraisons étalées sur dix-sept années. Elle fait partie des quatre revues littéraires françaises d'avant-garde de la fin du XIXe siècle, avec La Plume, le Mercure de France et La Revue blanche (née au départ à Liège) : les collaborateurs de ces revues, pour la plupart âgés de moins de trente ans, naviguent d'un support à l'autre, organisent même entre eux des opérations de syndication, voire un réseau de résistance.
Contrairement à ces trois consœurs, L'Ermitage demeure pendant longtemps une revue presque exclusivement consacrée à la poésie non versifiée et au théâtre, faisant la part congrue à l'art en général. Sensible aux questions de société, Henri Mazel se méfie des débats d'ordre esthétique qui voient s'opposer au début des années 1890 les tenants par exemple du symbolisme, du décadentisme ou du naturalisme.
Installé dans des bureaux au 26 rue de Varenne, Mazel dirige L'Ermitage jusqu'en décembre 1895 (du moins est-il encore mentionné à cette date comme gérant), période durant laquelle il accueille par exemple les premiers textes de Paul Valéry, d'Adolphe Retté (qui est le secrétaire général en 1892), Jean Moréas ou Georges Fourest. Dans les premiers numéros, on note aussi la collaboration régulière de Laurent Tailhade et Bernard Lazare, et de pas mal d'auteurs sous pseudonymes ou initiales. La revue qui fait 48 pages au début a du mal dans un premier temps a conquérir un public : elle ne dépasse pas les 150 abonnés avant 1895.
Année charnière, 1892 voit arriver Stuart Merrill, Henri de Régnier, Hugues Rebell ou Camille Mauclair, la revue passe à 64 pages, publie des inédits d'Arthur Rimbaud et de Paul Verlaine, puis s'ouvre à la critique d'art mais aussi à la polémique : en son sein, le bouillant Alphonse Retté, séduit par les valeurs anarchistes, qui écrit aussi pour La Plume comme la plupart de ses confrères, attaque à la fois les tenants de l'hermétisme mallarméen et le courant initié par Jean Moréas, appelé « école romane », qui veut ancrer la poésie aux rives de la Méditerranée. Mazel commence à s'inquiéter, il témoignera plus tard dans ses mémoires (Aux beaux temps du symbolisme, 1943) que, prise dans la crise du symbolisme, « la revue se ravacholisait ».
Mazel n'en continue pas moins à prospecter de nouvelles plumes poétiques, accueillant Francis Vielé-Griffin, Saint-Pol-Roux, ou bien encore Edmond Pilon, tout en ouvrant à des débats de société ou à la philosophie (Gabriel Tarde). Il prône un certain humanisme classique entre tradition et innovation.
Entre 1895 et 1896, arrive le mécène Édouard Ducoté (1870-1929) qui la refinance, la resurnomme « revue mensuelle illustrée de littérature et d'art », l'installe au 18 rue de l'Odéon et en prend la direction, reléguant Mazel au poste de secrétaire général, rapidement remplacé par Jacques des Gachons, propulsé directeur artistique, qui va lui donner un « look » un peu moins austère. Une couverture et des illustrations Art nouveau font leur apparition puis l'adresse passe au 16 rue Du Sommerard avant de finir au 3 villa Michon. Dès 1898, André Gide se rapproche de L'Ermitage et fait entrer Henri Ghéon, lesquels deviendront de facto directeurs littéraires en 1902 mais ont du mal à faire sortir la revue des anciennes querelles symbolistes. Toutefois, ils préparent le terrain à une nouvelle génération d'auteurs plus cohérente ou du moins font-ils preuve de plus de rigueur dans leurs choix de sommaires.
La revue connaît sans doute une forme d’essoufflement ou de piétinement, ayant du mal à rompre définitivement avec le symbolisme, Vielé-Griffin doit même l'aider financièrement et des pages de publicité apparaissent, quand en 1905, Ducoté et Gide font appel à Remy de Gourmont, qui était déjà présent dans la revue depuis le départ de Mazel, pour la relancer. Cette troisième formule dure moins de deux ans et finit par une fusion en 1907 avec la revue belge Antée fondée par Henri Vandeputte et Christian Beck.
L'Ermitage aura fini par devenir sur le tard en quelque sorte l'une des antichambres les plus ténues de ce qui allait devenir la première mouture de La Nouvelle Revue française,.

## Autres contributeurs

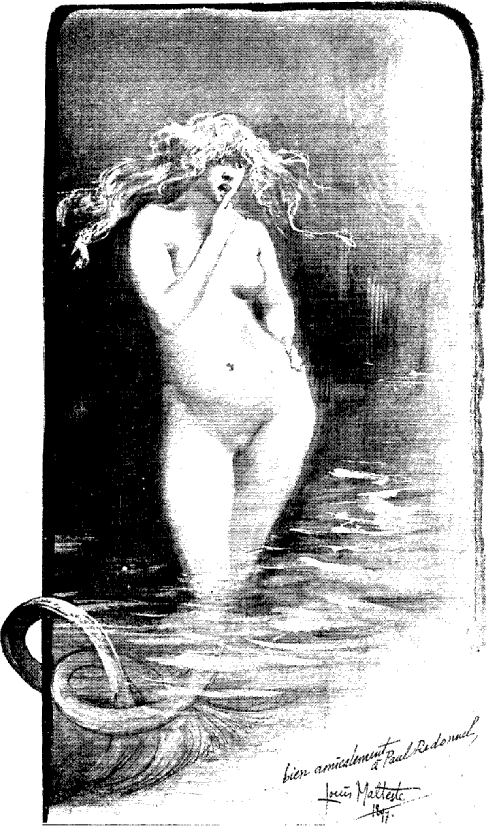
Une Fée des eaux, dessin de Louis Malteste dédié à Paul Redonnel (hors-texte, 2e semestre 1898).

- Karl Boès
- Raymond Bouyer
- René Boylesve
- Louis-Pilate de Brinn’Gaubast
- Paul Claudel
- Albert Clouard
- Jacques Copeau
- Achille Delaroche
- Maurice Denis
- Lionel des Rieux
- Georges Fourest
- Alphonse Germain
- Charles Guérin
- Jean de Gourmont
- André-Ferdinand Hérold
- Henri-Gabriel Ibels
- Francis Jammes
- Paul Léautaud
- Louis Le Cardonnel
- Marc Legrand
- Pierre Louÿs
- Roland de Marès
- Paul Masson
- Charles Maurras
- Francis de Miomandre
- Charles-Louis Philippe
- Paul Redonnel
- Henri-Pierre Roché
- Eugène Rouart
- André Ruyters
- Octave Uzanne
- Théo van Rysselberghe
- Toulouse-Lautrec
- Jean Veber
- Oscar Wilde